# Gmarket
Gmarket est une entreprise sud-coréenne de courtage en ligne, de vente de biens et de services.
La compagnie est fondée en 1999 par Young Bae Ku.
Après avoir été un de ses compétiteurs principaux en Corée du Sud, elle est rachetée par eBay pour 1,2 milliard $USD en avril 2009,.
En 2010, la compagnie entame une expansion à Singapour et au Japon.